# Bellingwolderzijlvest
Het Bellingwolderzijlvest was een waterschap in de provincie Groningen, dat het water van het kerspel Bellingwolde via het Buiskooldiep en het Bellingwolderzijldiep afvoerde naar de sluis van Bellingwolderzijl, bij het huidige gehucht Hongerige Wolf. Ten westen van de sluis lag de Beertsterzijl van het Vierkarspelenzijlvest.

## Geschiedenis
Het Bellingwolderzijlvest viel grotendeels samen met het kerspelbestuur van Bellingwolde, dat vanouds verantwoordelijk was voor het onderhoud van dijken en watergangen in het gebied. De dijkbrief van Bellingwolde dateert uit 1598.
Het eigenlijke zijlvest ontstond in 1657, na de indijking van de Buitenlanden, waardoor de afwatering naar de Westerwoldse Aa bemoeilijkt werd. Het water van het Bellingwolder Langediep of Lupkediep werd daarom via een duiker of grondpomp onder de rivier doorgeleid in de richting van het Buiskooldiep. Via een klief kon men ook direct op de Aa lozen. Het laatste gedeelte van het diep (het Bellingwolderzijldiep door Finsterwolderhamrik) was voorzien van hoge dijken. Het zijlvest maakte aanvankelijk gebruik van de Beertsterzijl, maar deze spoelde bij de stormvloed van 1686 weg, waardoor men weer terug moest vallen op de afwatering via de Westerwoldse Aa. Daarvoor werd de Zwijnezijl bij Nieuweschans aangelegd.
De Bellingwolder Nieuwlanden en de Oudeschansker Uiterdijken kregen vermoedelijk in 1646 een eigen uitwatering, die via het Gronddiep en de Nieuwlandse grondpomp bij Oudeschans onder de Westerwoldse Aa werd doorgeleid, waarna het water via het Nieuwediep naar het Bellingwolderzijldiep stroomde. De grens met Blijham werd gevormd door de Nieuwe Aa, die tevens direct via klieven op de Westerwoldse Aa en de Pekel A loosde.
Om de uitwatering op de Dollard te herstellen werd ten oosten van de Beertsterzijl in 1704 de Bellingwolderzijl gebouwd. Het water van de Buitentjamme werd via een duiker of grondpomp onder het zijldiep door geleid in de richting van de Beersterzijl. Voor de verdediging werd bovendien de Bellingwolderschans aangelegd (niet te verwarren met Oudeschans, die aanvankelijk dezelfde naam droeg.
Het zijldiep mondde uit in een wadpriel die Bellingwoldermude werd genoemd. Bij de sluis bevond zich een woning voor de zijlwaarder, die tevens enkele percelen grond in gebruik kreeg.
De uitwatering slibde in het begin van de 19e eeuw dicht, zodat Bellingwolde voor zijn afwatering weer afhankelijk werd van de Westerwoldse Aa. De problemen met de afwatering konden echter pas worden opgelost door het graven van een nieuwe Beertstermude na 1860.
Het zijlvest werd bestuurd door de dijkrechters en ingelanden van het kerspel Bellingwolde. Na de instelling van het gemeentebestuur in 1808 bleef het kerspel alleen als college van waterstaat voortbestaan. Sinds 1836 werkte men nauw samen met het Vierkarspelenzijlvest, zodat ook wel over het Vijfkarspelenzijlvest werd gesproken. Het zijlvest ging in 1864 op in het nieuwe boezemwaterschap Reiderland, de taken van het zijlvest werden, voor zover ze het grondgebied van het kerspel Bellingwolde betroffen, overgenomen door het vierde onderdeel van dit waterschap.

### Waterschap Bellingwolde (1879)
Grote delen van het grondgebied van Bellingwolde stonden 's winters onder water. Daarom besloot men in 1829 vier grote poldermolens met inpandige woningen langs de Westerwoldse Aa te bouwen, die het overtollige water in de richting van het Buiskooldiep opstuwden. Twee sloegen uit op de Ringsloot langs de Aa, een derde (te Klein Ulsda) voerde het water uit de Ringsloot omhoog, de vierde molen (de bovenmolen) voerde het water verder op in de richting van de grondpomp en de klief. Voor deze investering werd 52.000 gulden geleend. De molenpolder werd bestuurd door afzonderlijke volmachten. Onder Booneschans stond al sinds 1764 een spinnenkopmolen, die eveneens gebruik maakte van de Ringsloot. Daarnaast stonden hier nog twee kleinere molens, die in de loop van de 19e eeuw weer verdwenen. De ingelanden, die te kampen hadden met een overvolle boezem, hadden meerdere processen tegen deze eigenaren gevoerd, maar tevergeefs. In 1852 leende het kerspel opnieuw 19.000 gulden voor de bouw van een poldermolen. Het bleef echter bij de vier bestaande molens. De bovenmolen werd in 1880 vervangen door een stoomgemaal, de drie andere werden gesloopt in 1900 of kort daarna.  
Vanaf 1879 vormde het voormalige grondgebied van het zijlvest een afzonderlijk waterschap Bellingwolde, dat gebruik maakte van twee stoomgemalen, namelijk te Klein-Ulsda uit 1880 en tegenover Tutjeshut uit 1900. In 1912 ging dit waterschap alsnog weer op in het boezemwaterschap Reiderland. De problemen met de volle boezem werden pas minder dankzij de aanleg van het B.L. Tijdenskanaal in 1911.

## Bellingwolderschans
Bij de Bellingwolder- en Beersterzijlen werd kort na 1704 een militaire versterking gebouwd, die bekend stond als Bellingwolderschans. Dit betrof een retranchement: een batterij bij de Beertsterzijl en een hoornwerk aan beide zijden van de dijk. De vestingwerken werden na 1850 ontmanteld. 
De namen Bellingwolderschans en de Bellingwolderzijl werden aanvankelijk gebruikt om Oudeschans aan te duiden.

## Oude kaarten
- Schetskaart van het karspel Bellingwolde of het Bellingwolderzijlvest, 2e helft 18e eeuw (2e exemplaar)
- Generale kaart van het karspel Bellingwolde bevattende het geheele ontwerp om door het plaatsen van molens en het leggen van de nodige afsluit dijken, 1828.
- Molenkoloniën in de Vier Karspelen en Bellingewolder Zijlvestenijen, de Oostwolder- en Stadspolders, 1857
- Kaart van het Project Waterschap Reiderland, 1862